# Тамайами (Флорида)
Тамайами (англ. Tamiami) — статистически обособленная местность, расположенная в округе Майами-Дейд (штат Флорида, США) с населением в 54 788 человек по статистическим данным переписи 2000 года.

## География
По данным Бюро переписи населения США статистически обособленная местность Тамайами имеет общую площадь в 19,42 квадратных километров, из которых 18,91 кв. километров занимает земля и 0,52 кв. километров — вода. Площадь водных ресурсов округа составляет 2,68 % от всей его площади.
Статистически обособленная местность Тамайами расположена на высоте 1 м над уровнем моря.

## Демография
| Год переписи        | Нас.  |  | %±    |
| ------------------- | ----- |  | ----- |
| 1980                | 17607 |  | —     |
| 1990                | 33845 |  | 92,2% |
| 2000                | 54788 |  | 61,9% |
| 1980–2000 Источник: |       |  |       |

По данным переписи населения 2000 года в Тамайами проживало 54 788 человек, 14 233 семьи, насчитывалось 16 285 домашних хозяйств и 16 707 жилых домов. Средняя плотность населения составляла около 2821,22 человек на один квадратный километр. Расовый состав населённого пункта распределился следующим образом: 90,57 % белых, 0,89 % — чёрных или афроамериканцев, 0,10 % — коренных американцев, 0,59 % — азиатов, 0,02 % — выходцев с тихоокеанских островов, 2,99 % — представителей смешанных рас, 4,85 % — других народностей. Испаноговорящие составили 86,98 % от всех жителей статистически обособленной местности.
Из 16285 домашних хозяйств в 42,1 % воспитывали детей в возрасте до 18 лет, 66,0 % представляли собой совместно проживающие супружеские пары, в 16,2 % семей женщины проживали без мужей, 12,6 % не имели семей. 9,4 % от общего числа семей на момент переписи жили самостоятельно, при этом 3,5 % составили одинокие пожилые люди в возрасте 65 лет и старше. Средний размер домашнего хозяйства составил 3,33 человек, а средний размер семьи — 3,50 человек.
Население статистически обособленной местности по возрастному диапазону по данным переписи 2000 года распределилось следующим образом: 24,4 % — жители младше 18 лет, 8,7 % — между 18 и 24 годами, 30,0 % — от 25 до 44 лет, 24,1 % — от 45 до 64 лет и 12,9 % — в возрасте 65 лет и старше. Средний возраст жителей составил 37 лет. На каждые 100 женщин в Тамайами приходилось 90,4 мужчин, при этом на каждые сто женщин 18 лет и старше приходилось 85,4 мужчин также старше 18 лет.
Средний доход на одно домашнее хозяйство статистически обособленной местности составил 47 503 доллара США, а средний доход на одну семью — 49 763 доллара. При этом мужчины имели средний доход в 30 716 долларов США в год против 26 426 долларов среднегодового дохода у женщин. Доход на душу населения статистически обособленной местности составил 47 503 доллара в год. 7,6 % от всего числа семей в населённом пункте и 9,4 % от всей численности населения находилось на момент переписи населения за чертой бедности, при этом 12,0 % из них были моложе 18 лет и 9,7 % — в возрасте 65 лет и старше.